# Medfouna (Maroc)
 (janvier 2024).
La medfouna, appelée aussi « pizza berbère » ou « pizza du désert » est un mets culinaire traditionnel et rustique originaire du Maroc,,, préparé d'une pâte de forme ronde et fourrée, moelleuse à l'intérieur et croustillante à l'extérieur.
Dans les montagnes du Moyen Atlas marocain, celle-ci est cuite au feu de bois puis coupée en huit et offerte aux convives, accompagnée d'un verre de thé à la menthe.
À la différence de la pizza, la medfouna est constituée de deux pâtes : une en dessous, et une au-dessus qui recouvre la farce.

## Étymologie
Le terme medfouna dérive de l'arabe et signifie « enterré ».

### Autre nom
Dans la région du Drâa-Tafilalet, la medfouna porte aussi le nom de rissani, en référence à la ville de Rissani, réputée pour la préparation de ses medfouna qui en ont fait sa spécialité.

## Histoire
La medfouna remonte aux anciens temps[évasif][réf. nécessaire]. Ce mets est hérité des Berbères des oasis de la région du sud du Maroc,.
Ce mets est un symbole des traditions culturelles et culinaires de cette partie du Maroc.

## Popularité
La popularité[Pour qui ?] de ce mets est montée en flèche[non neutre] après que le chef cuisinier britannique Gordon Ramsay, dans le cadre du tournage de sa série culinaire Uncharted, programme télévisé de voyage culinaire organisé en partenariat avec la chaîne National Geographic, a parcouru le Maroc pour découvrir différentes facettes de la gastronomie marocaine,,.
En se rendant dans les montagnes du Moyen Atlas, le chef cuisinier britannique a fait découvrir aux spectateurs la recette de la medfouna présentée par les Berbères du Moyen Atlas. Une recette rustique, réalisée à partir des produits du terroir, composée de plusieurs variétés de champignons qui poussent dans les montagnes alentour, des épices et du fromage berbère frais de la région.
Selon la tradition du Moyen Atlas, la medfouna est cuite au feu de bois, contrairement à celle des Berbères du Tafilalet qui la font cuire sous le sable du désert[réf. souhaitée].

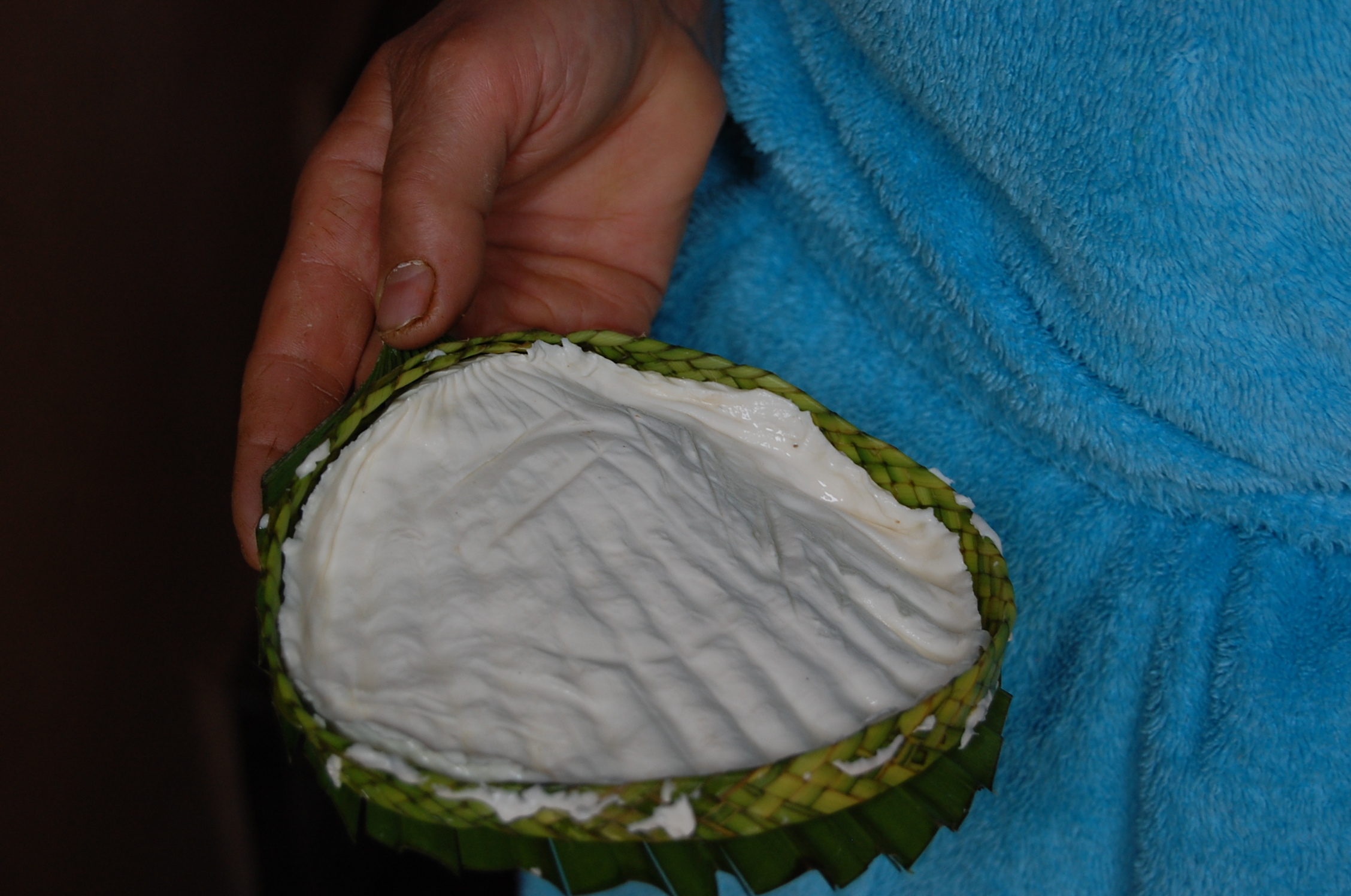
Une variété du fromage berbère traditionnel du Maroc qui sert à la préparation de la farce à Medfouna.

## Particularité de la cuisson
Pour préparer une madfouna véritablement traditionnelle, les Berbères n'ont pas besoin d'ustensiles de cuisine : en effet, la medfouna est cuite sous le sable du désert.
Pour ce faire, ils creusent une fosse dans le sable, allument un petit feu avec des branches de palmier et placent des pierres dessus. Après avoir étalé la pâte et l'avoir farcie d'un mélange d'ingrédients (comme du bœuf, des œufs, des amandes, des oignons, du cumin et du paprika), ils placent la medfouna sur des pierres chaudes et la recouvrent de sable.

## Recette

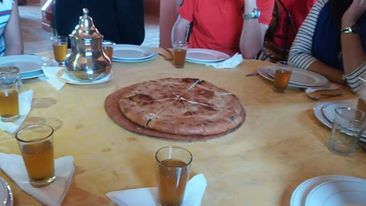
Medfouna traditionnelle, accompagnée du thé à la menthe.

La farce est une combinaison d'épices et d'herbes, généralement agrémentée de portions de légumes, d'oignons et de viande hachée, mais aussi de fromage, de coriandre et d'un peu de graisse. Le tout peut être surmonté de tranches d'œufs durs.